# Степное Дурасово
Степное Дурасово — село в Клявлинском районе Самарской области в составе сельского поселения Чёрный Ключ.

## География
Находится на расстоянии примерно 8 километров по прямой на запад-северо-запад от районного центра железнодорожной станции Клявлино.

## История
Село было основано в 1802 году капитаном флота Дурасовым, переселившим сюда своих крестьян. Церковь была построена в 1861 году (ныне отреставрирована). 

## Население
Постоянное население составляло 22 человека (русские 86%) в 2002 году, 48 в 2010 году.